# A detonátor
A detonátor (eredeti cím: The Detonator) 2006-os amerikai akciófilm, amelyet Po-Chih Leong rendezett. A főszerepben Wesley Snipes, Silvia Colloca, Tim Dutton és William Hope látható. A filmet 2006. április 25-én adták ki DVD-n az Egyesült Államokban.

## Cselekmény
Sonni Griffith (Wesley Snipes) CIA-ügynök egyedül utazik Romániába, hogy leleplezzen egy fegyverkereskedőt, és megakadályozzon egy nukleáris fegyver eladását. Amikor a fegyverkereskedő tudomást szerez Griffith kilétéről, börtönbe kerül. Griffithet a CIA hamarosan szabadon engedi, de csak azért, hogy új küldetést kapjon: egy gyönyörű orosz nőt, Nadiát (Silvia Colloca) vissza kell kísérnie az Egyesült Államokba.
Griffith hamarosan megtudja, hogy az akaraterős Nadiára éppen az a fegyverkereskedő vadászik, akit meg akart ölni, de ez a gonosz kereskedő semmitől sem riad vissza, hogy kiszedje Nadiából az információkat, amelyekre szüksége van: a 30 millió dollárt, amit elrejtett, és amiből atombombát tud vásárolni. Miközben a CIA-n belüli kiszivárogtatás egyre inkább leleplezi Griffith és Nadia tartózkodási helyét és személyazonosságát, a fegyverkereskedőkkel kell életre-halálra harcolniuk, hogy megmentsék magukat és a világot!

## Szereplők
- Wesley Snipes – Sonni Griffith ügynök
- Silvia Colloca – Nadia Cominski
- Tim Dutton – Jozef Bostanescu
- William Hope – Michael Shepard
- Matthew Leitch – Dimitru Ilinca
- Bogdan Uritescu – Pavel
- Warren Derosa – Mitchel
- Michael Brandon – Flint
- Vincenzo Nicoli – Jurij Mishalov
- Stuart Milligan – Greenfield
- Evangelos Grecos – Kravcsenko
- Mihnea Paun – Alex
- Florian Ghimpu – Nita
- Valentin Teodosiu – Czeslaw
- Tania Popa – Ana
- Erwill D. Vergara – Ant-Man
- Ernie A. Llena – Hulk
- Bogdan Farkas – Stankiewcz
- Saiden T. Retiza – Amerika kapitány
- Kurt Jayson L. Pleños – A futó
- Reynold R. Marañan – Astro-boy
- Constantin Manea – Nadia férje

## Filmkészítés
A filmet Bukarestben (Románia) forgatták 49 nap alatt, 2005. június 30. és augusztus 18. között.

## Médiakiadás
Az Egyesült Államokban 2006. április 25-én, az Egyesült Királyságban pedig 2006. szeptember 18-án jelent meg DVD-n. A DVD-t a Sony Pictures Home Entertainment adta ki.